# Smail Diss
Smail Diss (Mostaganem, 2 dicembre 1976) è un ex calciatore algerino, di ruolo centrocampista.

## Carriera

### Club
Ha sempre giocato nel campionato algerino, vincendolo due volte con l'ES Sétif. Ha collezionato anche due coppe nazioni con il medesimo club.

### Nazionale
Con la Nazionale algerina ha preso parte alla Coppa d'Africa 2002.